# 11-й військовий округ (Третій Рейх)

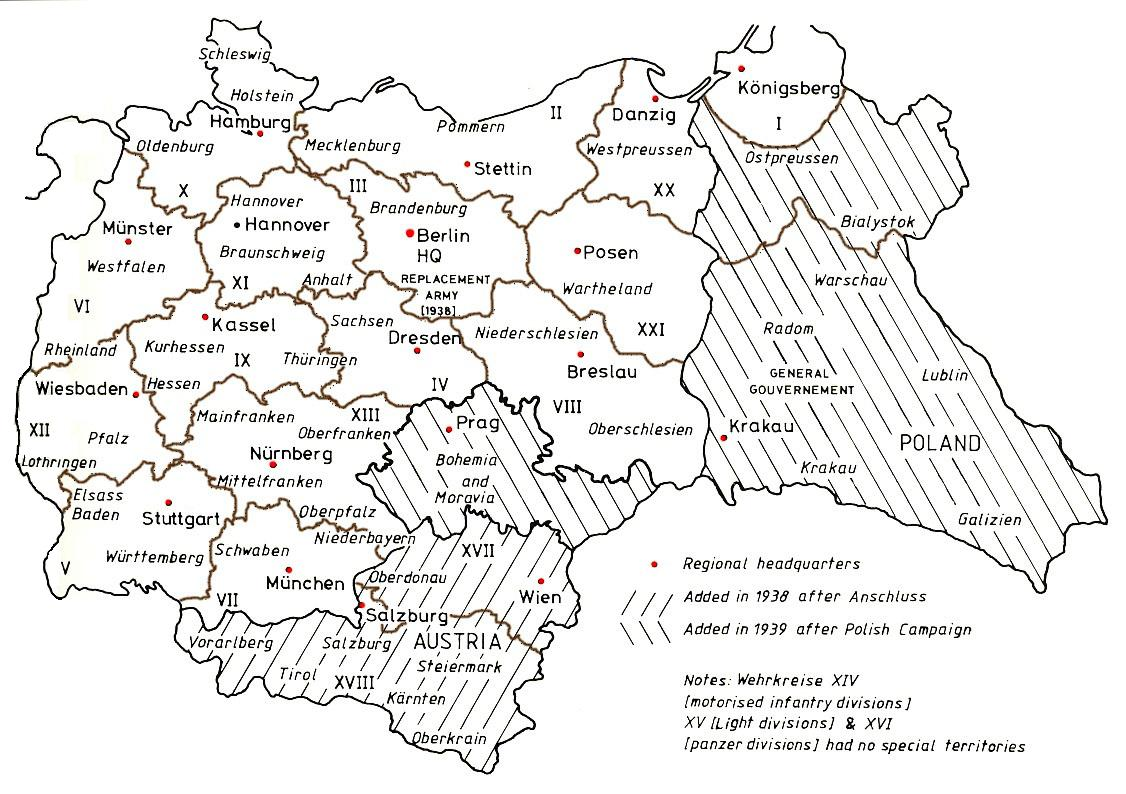
Карта військово-адміністративного розподілу Третього Рейху на 1944 рік

11-й військовий округ (нім. Wehrkreis XI) — одиниця військово-адміністративного поділу Збройних сил Німеччини за часів Третього Рейху.

## Командування
Командувачі
- генерал артилерії Вільгельм Улекс (нім. Wilhelm Ulex) (6 жовтня 1936 — 1 квітня 1939);
- генерал артилерії Еміль Лееб (нім. Emil Leeb) (1 квітня — 26 серпня 1939);
- генерал від інфантерії Вольфганг Муфф (нім. Wolfgang Muff) (26 серпня 1939 — 28 лютого 1943);
- генерал від інфантерії Альбрехт Шуберт (нім. Albrecht Schubert) (28 лютого — 21 серпня 1943);
- генерал від інфантерії Бруно Білер (нім. Bruno Bieler) (21 серпня 1943 — 1 листопада 1944);
- генерал від інфантерії Вальтер Ліхель (нім. Walter Lichel) (1 листопада 1944 — 16 квітня 1945);
- генерал кінноти Рудольф Кох-Ерпах (нім. Rudolf Koch-Erpach) (16 квітня — 8 травня 1945).